# فهرست مرگ (فیلم ۱۹۸۸)
فهرست مرگ (انگلیسی: The Dead Pool) یک فیلم انتقام‌جویانه، نئو-نوآر و دلهره‌آور آمریکایی به کارگردانی بادی وان هورن با بازی کلینت ایستوود که در سال ۱۹۸۸ اکران شد. این فیلم پنجمین و آخرین فیلم از مجموعه فیلم‌های هری کثیف است و داستان در سان فرانسیسکو می‌گذرد.

## داستان
فیلم در مورد بازرس هری کالاهان و شریک جدیدش ال کوان است که دربارهٔ مرگ مرموز یک ستاره راک بر اثر تیراندازی تحقیق می‌کنند. اما هری کالاهان به زودی متوجه می‌شود که مرگ این فرد مشهور اتفاقی نبوده و خود او نیز در فهرست اهداف بعدی این قاتل قرار دارد و…

## بازیگران
- کلینت ایستوود … بازرس هری کالاهان
- پاتریشا کلارکسون … سامانتا واکر
- لیام نیسون … پیتر سوان
- ایوان سی. کیم … بازرس ال کوان
- دیوید هانت … هارلن روک
- جیم کری … جانی اسکوئرز

## بازخوردها
این فیلم نقدهای متفاوتی از منتقدان دریافت کرد. بر اساس ۳۴ بررسی، دارای ۵۳ درصد تاییدیه در وب سایت جمع‌آوری بررسی راتن تومیتوز است. در متاکریتیک، این فیلم بر اساس ۱۵ نقد، امتیاز ۴۶ از ۱۰۰ را کسب کرده‌است که نشان‌دهنده «بررسی‌های مختلط یا متوسط» است.

## گیشه
این فیلم در ژوئیه ۱۹۸۸ در سینماهای ایالات متحده اکران شد. در آخر هفته افتتاحیه، این فیلم ۹٫۰۷۱٫۳۳۰ دلار در ۱٫۹۸۸ سینما در ایالات متحده به فروش رساند که میانگین آن ۴٫۵۶۳ دلار بود. در مجموع در ایالات متحده، این فیلم ۳۷٫۹۰۳٫۲۹۵ دلار فروش داشت که کمترین سود را در بین پنج فیلم در مجموعه هری کثیف دارد.